# Doomed Caravan
Doomed Caravan è un film del 1941 diretto da Lesley Selander.
È un western statunitense con William Boyd, Russell Hayden e Andy Clyde.
È una delle produzioni della serie di film western incentrati sul personaggio di Hopalong Cassidy, interpretato da William Boyd e creato dall'autore Clarence E. Mulford nel 1904.

## Produzione
Il film, diretto da Lesley Selander su una sceneggiatura di J. Benton Cheney e Johnston McCulley e un soggetto di Clarence E. Mulford, fu prodotto da Harry Sherman tramite la Harry Sherman Productions e girato nel Kelso Canyon e a Kernville, in California, nell'aprile 1940 e da settembre a metà ottobre dello stesso anno.

## Distribuzione
Il film fu distribuito negli Stati Uniti dal 10 gennaio 1941 al cinema dalla Paramount Pictures.
Altre distribuzioni:
- in Francia il 29 giugno 1948 (L'aventure en Eldorado)
- in Austria nel 1949
- in Germania Ovest l'11 agosto 1950 (Todeskarawane)
- in Brasile (Caravana de Emboscada)

## Promozione
Le tagline sono:
- "So the great Hopalong Cassidy is yellow, eh?" BUT IS HE?
- YOU BOYS ARE LOOKING FOR A SCRAP... AND I'M AIMING TO PLEASE!"....His guns are loaded and his trigger finger's itchin' for action. What a thrill as Hopalong crashes through a cordon of killers... to glory!